# Óscar Alfaro
Óscar González Alfaro (San Lorenzo, Bolivia, 5 de septiembre de 1921-La Paz, 25 de diciembre de 1963), fue un poeta, cuentista, profesor y periodista boliviano, que se distinguió por su dedicación a la literatura infantil y juvenil.

## Biografía
Estudió en el colegio "Julio Sucre" en su ciudad natal y después entró a la carrera de Derecho en la Universidad Mayor de San Simón en Cochabamba, aunque no la concluyó. Se desempeñó como profesor de castellano, lenguaje y literatura en la Normal de Canasmoro (Escuela Superior de Formación de Maestros Juan Misael Saracho) en San Lorenzo y en otros varios colegios e institutos de Tarija y de La Paz.
Fue fundador de Gesta Bárbara (segunda generación), poeta y cuentista. La mayor parte de su obra la dedicó a los niños. Escribió también poesía social. A los 17 años publicó Bajo el sol de Tarija. Muchos de sus poemas fueron traducidos al inglés, francés, portugués, alemán y esperanto. Uno de sus libros "El cuento de las estrellas" fue traducido y editado en Rusia en 1984.
Era militante del Partido Comunista de Bolivia, fue compañero de Nilo Soruco, cantautor que musicalizó varios de sus poemas. Diversos compositores han puesto música a sus versos. Las inquietudes sociales del autor y su empeño en plasmar las costumbres y formas de vida del país caracterizan su obra.
Manuel Peña Muñoz señala en Óscar Alfaro, príncipe de la poesía para niños, que en los relatos del autor "sobreflota el ambiente poético de los cuentos de Oscar Wilde y de Hans Christian Andersen. Hay sensibilidad semejante, universalidad profunda y observación minuciosa de detalles que, de pronto, alcanzan honda significación. Por esta razón, sus cuentos han perdurado y se consideran clásicos dentro de la literatura infantil boliviana".
Su viuda, Fanny Mendizábal, se encargó de continuar la difusión de su obra.
Hay varios establecimientos educativos en Bolivia que llevan el nombre de Óscar Alfaro y sus poesías y cuentos son estudiados en las escuelas.
Próximamente, abrirán un parque en su honor.

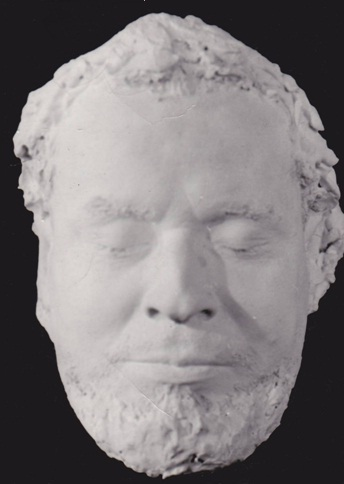
Mascarilla mortuoria de Alfaro

[[File:Tumba de Oscar Alfaro.jpg|thumb|right|300px|Tumba de Alfaro en el Cementerio General de Santa Cruz

## Obras
- Canciones de lluvia y tierra, poesía, Birbuet, La Paz, 1949
- Bajo el sol de Tarija, poesía, 1949
- Cajita de música, poesía, 1949
- Alfabeto de estrellas, poesía, 1950
- Cien poemas para niños, 1955
- Cuentos infantiles, 1962
- La escuela de fiesta, poemas cívicos, Volantín, La Paz, 1963

### Ediciones póstumas
- Cuentos chapacos, 1964; varias reediciones; la cuarta, Art Pres, La Paz, 1978; contiene 27 relatos:
  - La guena moza; Las familias rivales; La noche de San Juan; La fiesta del santo patrón; Juego perdido; La ronda; El angelito voló; La casa mocha; Los cuatreros; El hereje; Tierra florida de coplas; El río ovillado; José Manuel Jaramillo; El señor subprefecto; La doble jugada; Los Ordoñez; La patria del patrón; Don Serapio el conquistador; La venganza de los leñadores; Con el diablo de la mano; La obsesión; El marido de piedra; Duelo salvaje; La pascua florida; La fuga; Los copleros y Cara de palo
- La copla vivida, poemas costumbristas, 1964
- Poemas chapacos, UAJMS, Tarija, 1966
- El circo de papel, poesía, Don Bosco, La Paz, 1970
- Colección Alfaro. Cuentos. Fascículo Nº1, 11pp, Barcelona, 1960; contiene 5 textos:
  - El sapo que quería ser estrella, El pájaro de fuego, Cuando marchaban las montañas, El pequeño mártir e Historia de dos locos
- Colección Alfaro, Cuentos para niños. Tomo Nº2, 27pp, La Paz, 1982; contiene 10 textos:
  - Lámpara voladora, El cuento de hilo de agua, El cóndor que fundó un imperio, Historia de dos zapatos, La lección de la vida, El quirquincho músico, La reina de las mariposas, El airampo, La madre lejanda y La princesa gata
- Colección Alfaro. Cuentos. Tomo Nº3, 30pp, La Paz, 1982; contiene 11 textos:
  - El loro soplón, El cantor de la raza negra, El circo de la araña, La sucha Ruperta, El niño siringuero, El tigre y las hormigas, Topa corderito, El pequeño torero, El perro mendigo, Manuelita y la vicuña y Los chanchitos quintillizos
- Caricaturas, poesía, Don Bosco, La Paz, 1976
- Alfabeto, poemas ilustrados para niños
- Capitán de chocolate, 2 poemas ilustrados para niños
- El abuelo eterno, selección de cuentos y poesías
- El avión de papel, selección de cuentos y poesías
- El cuento de las estrellas, selección de cuentos y poesías, en español y ruso
- El gato encerrado, poemas ilustrados para niños
- El mundo blanco y otros cuentos, cuentos para niños
- Cuentos para niños, La Paz, 1986; contiene 10 textos:
  - El caballo de los herrajes de oro, El zapatero y los ratones, La caja de fósforos, El violín robado, El cojo punto y coma, El mundo blanco, Los pájaros fruteros, El doctor Cangrejo, El general Patón y El hermano lobo
- El pájaro de fuego y otros relatos, Editorial Andrés Bello, Santiago de Chile, 1990. Reúne 15 cuentos para niños con ilustraciones de Eduardo Osorio, y lo cierra el artículo de Manuel Peña Muñoz titulado Óscar Alfaro, príncipe de la poesía para niños:
  - El pájaro de fuego; El sapo que quería ser estrella; La lámpara voladora; La reina de las mariposas; La pompa de jabón y las hormigas; El circo de la araña; El cantor de la raza negra; El barco Primavera; El tigre y las hormigas; El cuento del hilo de agua; Cuando marchaban las montañas; La madre lejana; Ruperta; Topa, corderito; El traje encantado
- El sapo que quería ser estrella, cuentos para niños
- La alegre cosecha, selección de cuentos y poesías
- La lección de la vida, selección de cuentos y poesías
- Poemas y colores, ilustrado por niños
- Pokaehne
- Ronda de paz, selección de poesía infantil
- Sueño de azúcar, poemas breves para niños